# Bouillon de légumes
Le bouillon de légumes est un liquide passé et décanté obtenu en faisant cuire doucement des légumes (carottes, navets, poireaux, oignons, panais, céleri et selon le besoin avec des pommes de terre, des légumes secs et des céréales) dans de l'eau bouillante. Il est servi chaud ou froid ou utilisé pour la confection de sauces, de cuissons ou autres préparations culinaires.

## Dénomination et définitions
La plupart des cuisines nomment le bouillon de légume: italien brodo vegetale, brodo di verdure (céleri indispensable y compris céleri rave), espagnol caldo de vegetales (avec tomates), allemand Gemüsebrühe et aussi Wurzelbrühe (bouillon de racines), la cuisine allemande distingue localement le Pilzbrühe bouillon de champignons frais préalablement sautés au beurre (Schwammerbräih du Haut-Palatinat aux champignons sauvages) et il existe en Italie un bouillon de cèpe (brodo ai funghi porcini) largement disponible pour le risotto. 
Le portugais caldo (bouillon) est servi avec ses légumes et non passé dont l'incontournable caldo verde au chou. Le овощи бульон (ovoshchi bul'on) russe s'accompagne d'aneth. L'anglais utilise vegetable stock et plus correctement clear vegetable broth. 
La mirepoix vietnamienne comme le ベジタブルブロス (bejitaburuburosu) bouillon de légumes japonais se fait de préférence avec des restes ou des épluchures de légumes (la base est toujours carotte, oignon et aussi champignons, concombre).

### Bouillon et soupe de légumes, d'algues
La soupe de légume est un potage servi avec ses légumes, le velouté de légumes est un bouillon réduit et liée avec une purée, alors que le bouillon est le liquide seul servi passé, et décanté. La clarté et la transparence (absence de trouble) sont des qualités d'un bon  bouillon qui peut être coloré en faisant bruler l'oignon. Concentré, le bouillon de légume devient un consommé de légumes; très concentré un extrait de légumes (très aromatique et sapide).  
La soupe de légume avec ses légumes est le mode usuel de service en Chine 蔬菜汤 (shūcài tāng)[réf. nécessaire]>, en Corée 채소육수 (chaesoyugsu) avec comme base carotte, oignon, chou chinois. 

#### Légumes

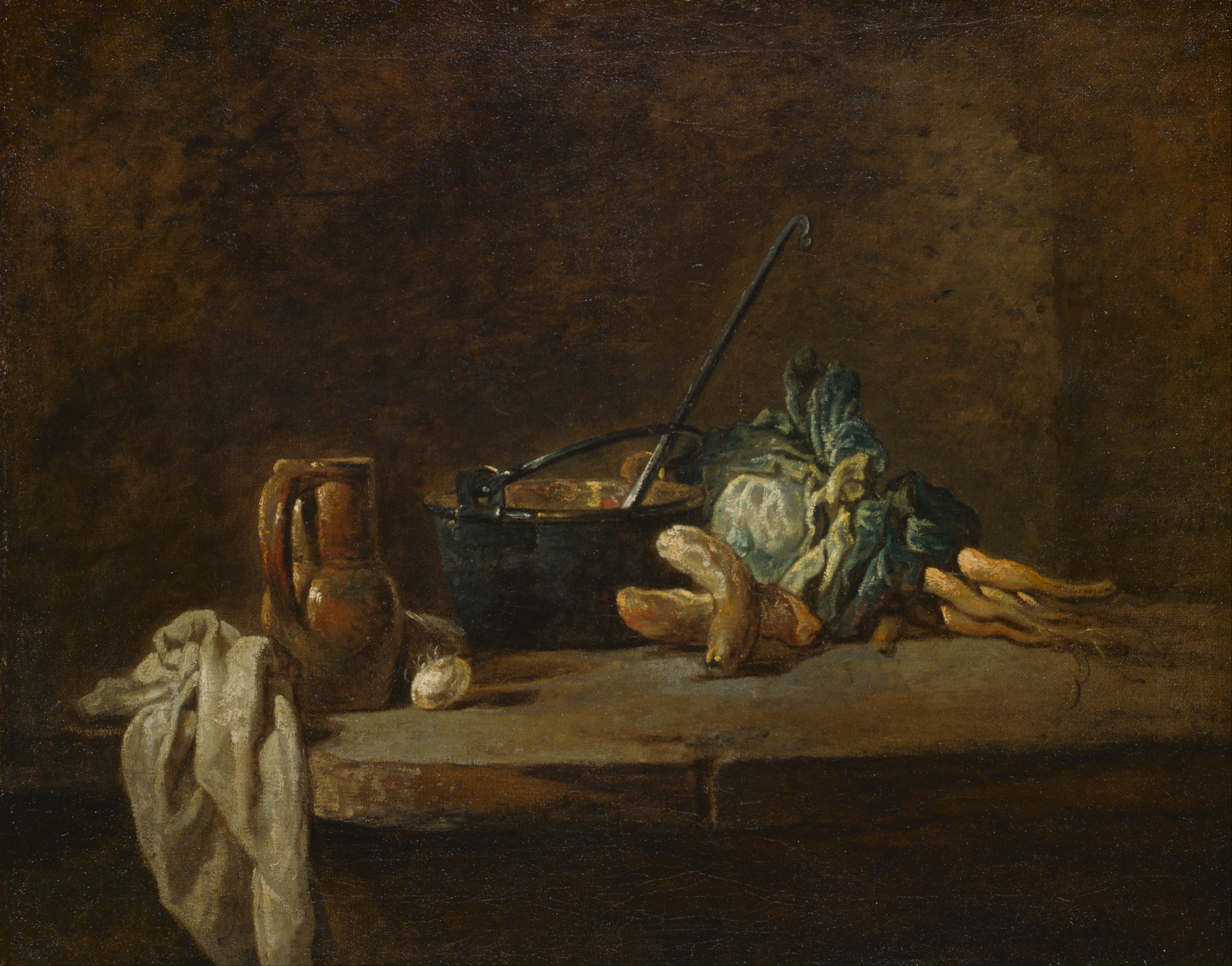
Chardin, légumes pour la soupe (légumes d'hivers, oignon, carotte, navet mais aussi un chou)

Les légumes du bouillon sont des légumes d'hiver des climats tempérés. Carotte, oignon, poireau et céleri, sont les légumes de base qui font l'unanimité. L'Essai sur la préparation des alimens (1792) recommande de laissez bouillir seuls trois quarts d’heure oignons et poireau avant d'y ajouter les autres légumes de façon qu'ils perdent leur âcreté.   On trouve en complément le navet, parfois le chou, des champignons, les salsifis et les topinambours  et rarement des légumes d'été.
La classification de Rouget et Dopfer (1910) distingue les bouillons aqueux (liquides) suivants
a) de racines comestibles : carottes, navets, salsifis, 
b) légumes herbacés (oseilles, épinards, salades) 
c) légumes fruits : Melon, concombre, potiron, tomate, aubergine, cornichon, 
d) bourgeons : asperges, artichauts, choux, oignons, poireaux, ails 
e) champignons 
dont Alfred Martinet note le caractère peu nourrissant (pauvreté en albumine, en graisses et en hydrates de carbone) et minéralisant (richesse en sels minéraux, fibres).

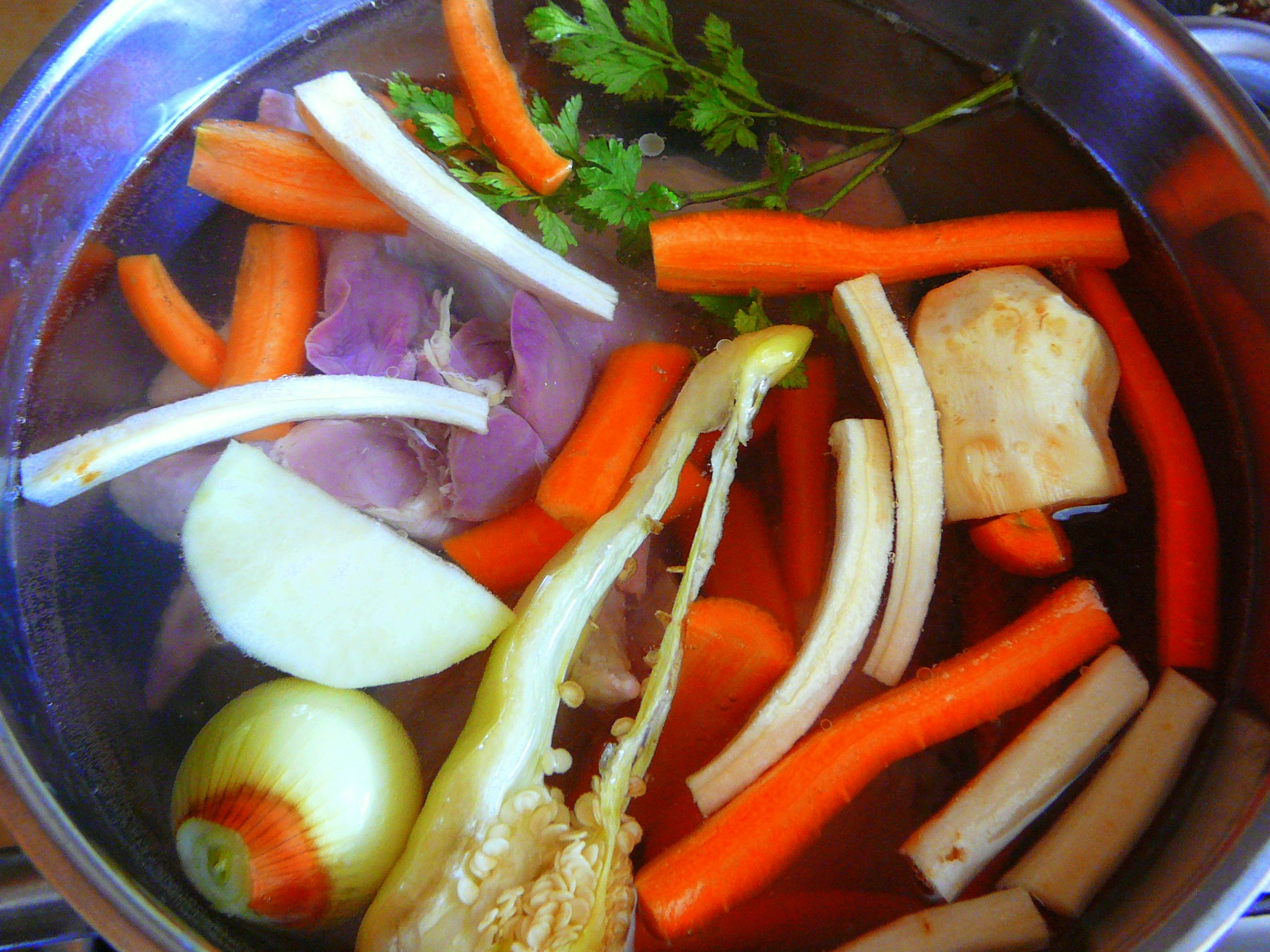
Húsleves, bouillon hongrois avec poivron

En Asie, une variante est le bouillon d'algues 다시마 국물 (dasima gugmul) bouillon de varech, 昆布出汁 (kobudashi) à base de kombu (Makonbu Rishiri Kombu,Rausu Kombu et Hidaka Kombu) utilisé pour le bouillon de soupe et dont les usages sont multiples en cuisine (il en existe une version simplement infusée, le 昆布茶 (konbucha)). Au Mexique, le bouillon de jeunes feuilles-légumes (quelites, yuwe) accompagne les haricots.

#### Légumes secs, céréales
Prosper Montagné sépare le bouillon de légumes du bouillon de légumes secs: haricots, lentilles, pois jaunes, pois cassés, pois chiches, riche en hydrates de carbone qui s'utilise pour mouiller les sauces à côté des eaux de cuisson des légumes frais. Ce sont les formulaires médicaux, hygiénistes et les manuels militaires qui visent des potages nourrissants qui ajoutent légumes secs (dans la cuisson et en purée), pomme de terre et céréales (orge, riz, pâtes alimentaires, semoules, farines).
De même au Japon le Shojin dashi du Shojin ryori végétarien comprend en plus du varech et des shiitake séchés et du kanpyo, une céréale: le soja, les haricots adzuki trempés puis bouillis.

## Histoire
Daniel Bonneterre parle d'un bouillon de légumes préparé dans un grand chaudron dans Banquets, Rations et Offrandes Alimentaires au Proche-Orient ancien. Dans l'antiquité Pline met du polypode haché menu dans un bouillon de légumes, dans une eau de mauve ou de bette. Selon J.-N. Biraben au Ve siècle un bouillon de légumes apparait dans les régions occupées par les Burgondes . La garbure wisigothe aurait été à l'origine un bouillon de légumes (chou vert, fèves, pois, raves et haricots) versé sur des tranches de pain de seigle rassis.  

### Un plat économique et de santé
L'expression bouillon de légumes apparait en français au XVIIe siècle mais ne devient fréquente qu'à partir de 1900 et très fréquente depuis 2000.   
A l'opposé des bouillons de viande ou de poisson donnés pour reconstituants le bouillon de légumes est une nourriture légère, maigre (dans le braisage maigre 1755) chez Menon un élément de sa Cuisine et office de santé propre à ceux qui vivent avec économie et régime. Louis-Bernard Guyton de Morveau remet un rapport le 25 floréal de l'an 8, au ministre de l'intérieur, sur les soupes de légumes, qui peut «fournir à l'universalité des citoyens peu aisés, une ressource alimentaire très-avantageuse» qui se prépare et se consomme de façon collective. Le Recueil de mémoires de médecine, de chirurgie et de pharmacie militaires (1817) qui teste les extraits de viande Liebig reconnait que le gout est meilleur en ajoutant des légumes mais que l'emploi des légumes est le plus souvent impossible dans les armées. Pour rendre nourrissant un bouillon de légume «il faut utiliser des légumes farineux, des marrons, il se charge aussi d’une purée très-nourrissante. On le relève avec du sel et des plantes alliacées» explique Du jeune, du carême et du maigre, sous le rapport de la santé (1821).  

Décrivant l'austérité de Bernard de Clairvaux Claude Fleury écrit (1727) «Sa nourriture était du pain avec du lait, du bouillon de légumes ou de la bouillie. Les médecins admiraient qu'il pût vivre et travailler en forçant ainsi la nature». Chez les Mongols le bouillon de légumes aux pâtes fait le repas d'austérité des soupes funéraires.    

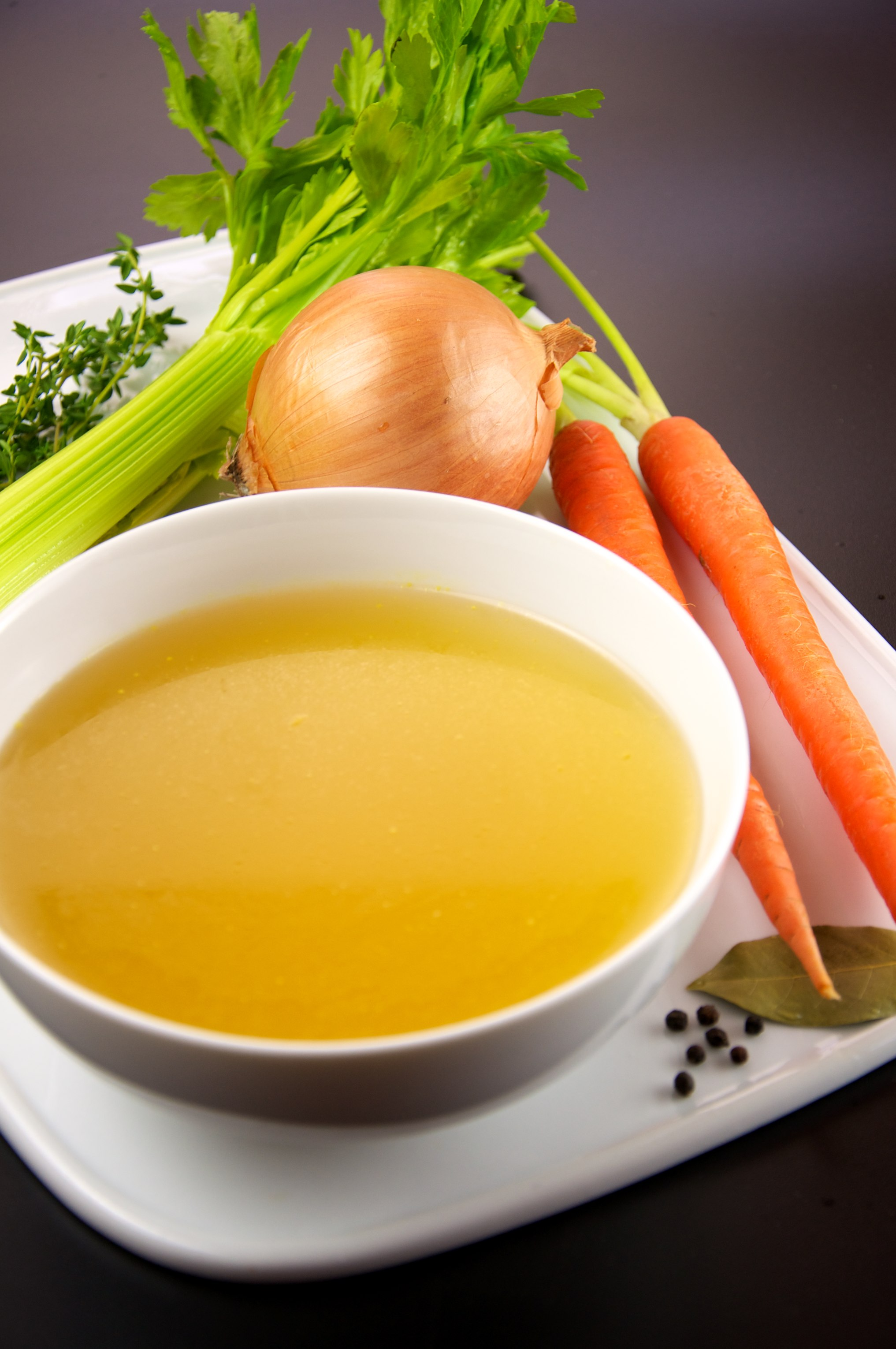
Carotte, oignon, cèleri

### Une médecine
Début XXe siècle le bouillon de légume relève des formulations médicales. Dans L'Art d'alimenter les malades et les convalescents, le Dr Paul Cornet donne la formule 60 g de pomme de terre, 45 g de carotte, 15 g de navets, 6 g de pois secs, 6 g d'haricots secs pour 1 l d'eau froide contre la gastro-entérite infantile. Le bouillon de légume fait partie de la diète hydrique appliquée aux diarrhées. Les entérocolites sont soignées au bouillon de légume additionné de farine de riz, d'avoine, d'orge (1925). Femme de France (25 février 1934) dans le journal d'un malade décrit son supplice («Pour la première fois de ma vie, j'ai fait la connaissance d'un bouillon de légumes. Quelle pauvre chose !»). On trouve le bouillon de légume dans la cuisine pour bébé (1933). D'un point de vue bibliographique le domaine des formulations topiques et des soins est une source importante au XXe siècle.
Les recherches actuelles ont montré que les bouillons de légumes: betteraves, de branches de céleri, de choux, de persil et de brocoli possédaient une activité antioxydante remarquable.

### La cuisine minceur, apogée moderne du bouillon de légume
Michel Guérard principal promoteur de la grande cuisine minceur (1976) propulse le bouillon de légumes d'Eugénie au rang d'une cuisine fine et sophistiquée au prix d'y inclure du bouillon de volaille: 50 g de carotte, 50 g de champignons de Paris, 25 g de céleri-branche, 25 g de blanc de poireau, 2 tomates, 1,25 l de bouillon de volaille et du persil Il parfume son bouillon de légumes de rondelles d'orange et de citron, y additionne des feuilles de combava. Le bouillon de légume envahit la littérature, il appartient à la cuisine light, à la cuisine détox, à la cuisine créative (il est fléxitarien), subit le biais de la cuisine pimentée (pincée de piment d'Espelette 2012), fait partie des nages de poisson aux petits légumes. Ce faisant il perd sa formule végétale classique : bouillon de légume au saumon, aux croutes de parmesan. En tant que fonds de sauce il entre dans le navarin d'agneau.
Le bouillon de légume rime avec bonne santé: Aprifel (Agence française des fruits et légumes) note à propos du fameux régime Okinawa qu'il repose sur une alimentation saine et légère, pour commencer le repas ils consomment un bouillon de légumes ou une salade.
On trouve chez les modernes une liste impressionnante de condiments pour le bouillon de légumes: safran, feuille de combava, anis étoilé, le thym, le laurier, le persil, l'ail, la citronnelle, le raifort...

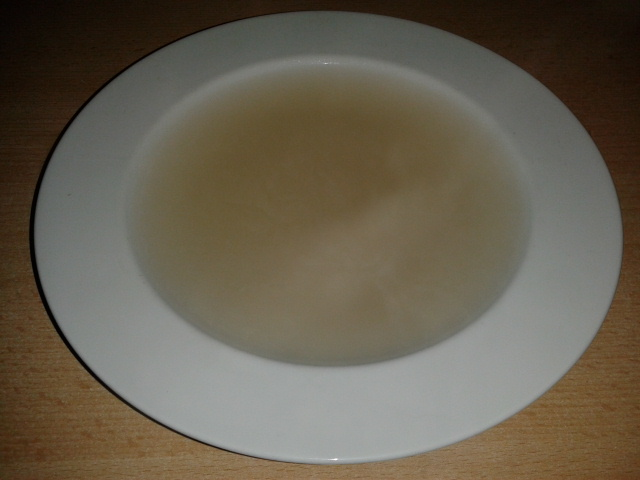
Bouillon de légume à la farine de seigle aigre żurek au raifort (Pologne)

## Une méthode qui évolue peu
Le départ de cuisson à l'eau froide ou chaude est discuté, en revanche la cuisson à feu doux est admise. A. Boulé distingue la cuisson des légumes secs qu'on commence à l'eau froide de celle des légumes verts qui sont plongé dans l'eau chaude. Il a été démontré (2015) que la cuisson à basse pression permettrait de conserver les matières volatiles les plus labiles du bouillon de légume (une plus grande teneur en poireau et à un arôme savoureux a été observée lors d'une ébullition à basse pression 80 °C/0,48 bar) «probablement en raison de la température d'ébullition de l'eau plus basse et du niveau réduit d'oxygène» écrivent les auteurs.
Certaines recettes ajoutent le sel en fin de cuisson.
Faire revenir les légumes avant d'y verser l'eau intensifie leur saveur et donne de la richesse au bouillon. La proportion de légumes est au minimum de 250 g par litre d'eau.

### La cuisine bourgeoise
Urbain Dubois (1868) donne un Grand bouillon de légumes: «Émincez des carottes, navets, poireaux, oignons, panais, racines de céleri et de persil. Faites revenir au beurre, [ ] mouillez-les à couvert d'eau bouillante, additionnez un bouquet de persil, cerfeuil, laurier, quatre poignées de pois secs, une forte poignée de champignons, cuire, passez le bouillon à la serviette et le décanter».  
Bouillon et consommé de légumes sont très proches: Prosper Montagné (1918) distingue le bouillon de légume (150 g de navets, 150 g. de poireaux et 50 g. de panais aromatisé d’un peu d’ail et d’un clou de girofle) du consommé de légumes forme gastronomique: 150 g. de carottes, 150 g de poireaux, 50 g d’oignons, branche de céleri, une pincée de sucre 1 oignon légèrement brûlé piqué d’un clou de girofle dans 2.5 l de bouillon de légumes. Cuire à petite ébullition pendant 2 h et passer. 

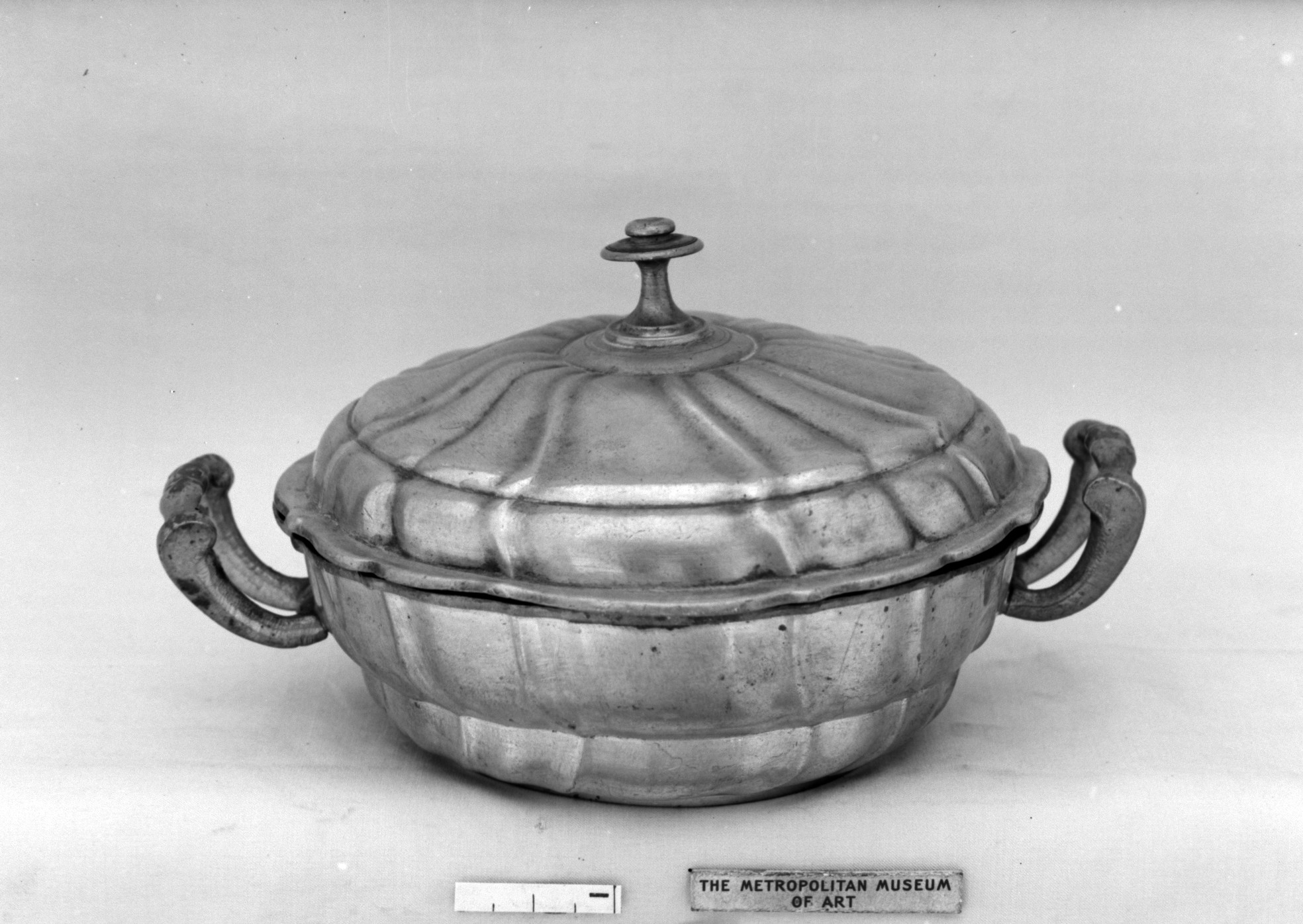
bol à bouillon

Dans la cuisine traditionnelle le bouillon se sert dans un bol à bouillon individuel posé sur une soucoupe qui permet de le tenir chaud grâce à son couvercle et de le boire directement en le tenant par ses anses, classique de la porcelaine de l'ancien régime. 

### La cuisine actuelle
La cuisine de Référence (2015) ajoute aux légumes classiques échalote, champignons de Paris et vin blanc pour délacer les légumes et indique comme utilisation base de mouillement, riz pilaf, pâtes fraîches mais non le service en potage. On rencontre aussi le fenouil.

## Les utilisations
Le bouillon de légume est largement et universellement apprécié. Une étude menée en Norvège montre que tous les groupes d'enfants et adolescents dégustateurs ne marquent aucune différence d'appréciation vis-à-vis du bouillon de légume.

### Base de soupe, consommé, potages et cuisson

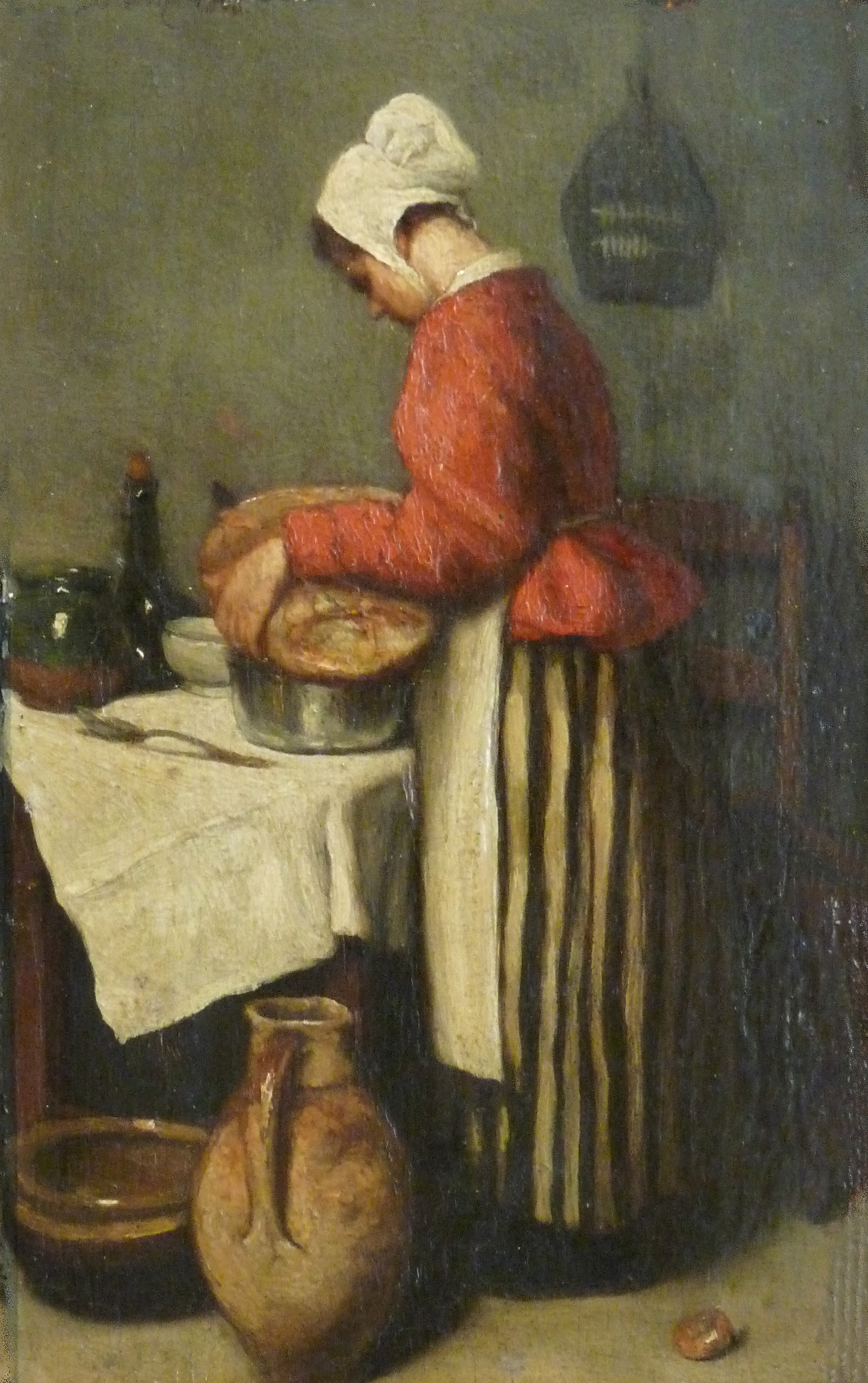
Le pain dans le bouillon (La Tailleuse de soupe par François Bonvin)

Le potage le plus commun (potage maigre) est un bouillon de légume bien chaud versé sur du pain rassis coupé en tranches fines au fond de la soupière, la liaison (facultative) est jaune d'œuf et beurre.  Le tharîd - panade, bouillon de légumes le plus souvent avec de la viande dans lequel on émiette du pain, plat préféré du prophète, est une constante de la cuisine arabe depuis le moyen âge. Autres classiques, avec tapioca, semoule, pâtes d’Italie (vermicelles), crème d’orge, de riz, d’avoine, aux pommes de terre et farines variées, au riz (très cuits). 

La soupe julienne et la soupe brunoise sont des légumes coupés en julienne ou en brunoise revenus au beurre avec de l'oseille et mouillés ensuite de bouillon de légume et la cuisson de pois, lentilles et ou haricots secs. De même on mouille la soupe à l'oignon, le potage aux carottes nouvelles, la soupe au macaronis au bouillon de légumes. Le bouillon de légumes secs :(pois, lentilles, haricots) sert de mouillement à la soupe à l'oseille.

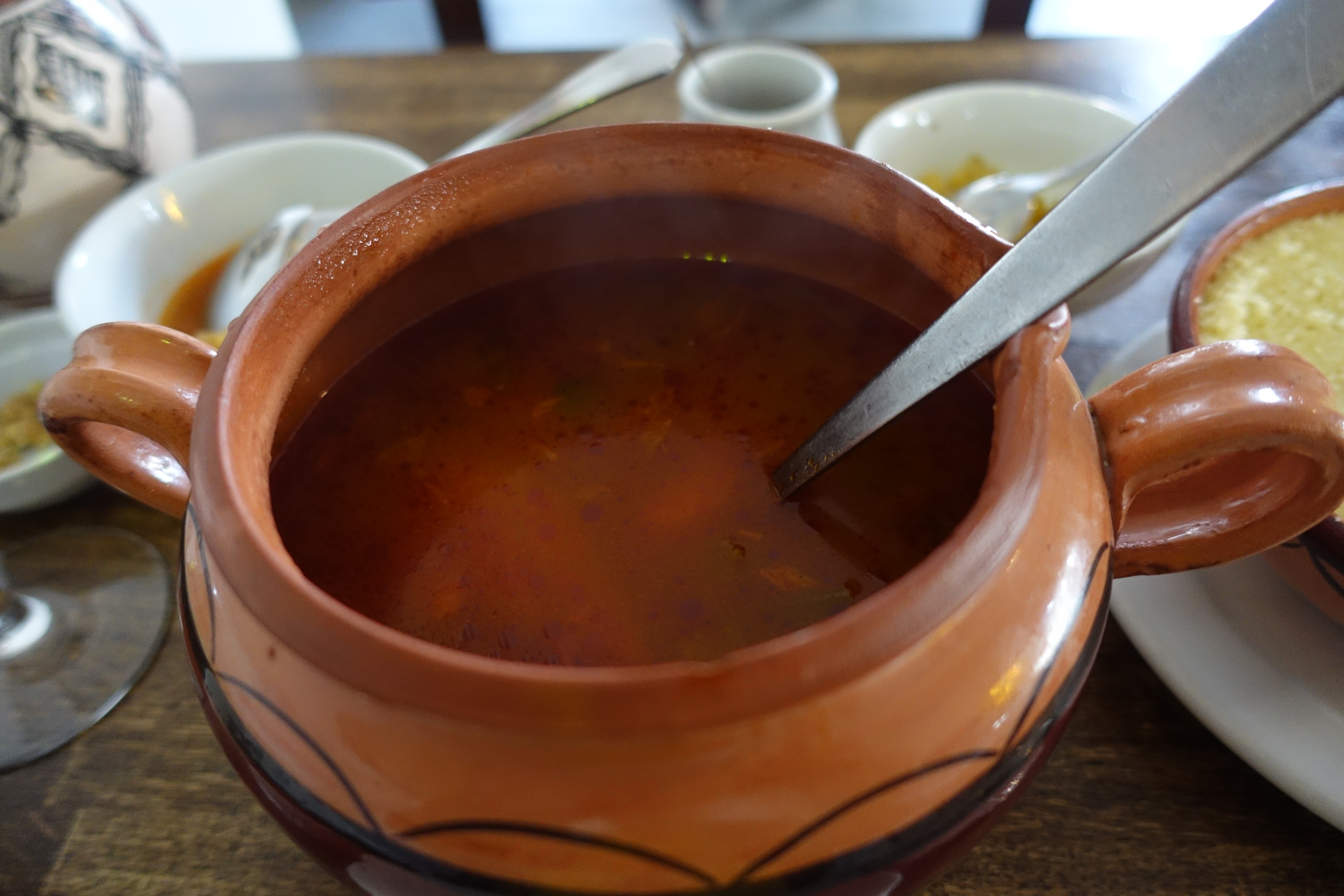
bouillon de légume servi avec un couscous

La bouillie à base de bouillon de légumes était donnée aux jeunes enfants délicats. 
Le bouillon de légume relève la cuisson des haricots secs, du risotto, des viandes comme le poulet Saint-Lambert (cuit dans du bouillon de légumes), la cuisson ou l'accompagnement du couscous avec cuissons à la vapeur de bouillon de légumes, pochage des poissons. Au Japon, les fondues de viande sukiyaki se cuisent trempées dans un bouillon de légumes.

## Les variantes et dérivés

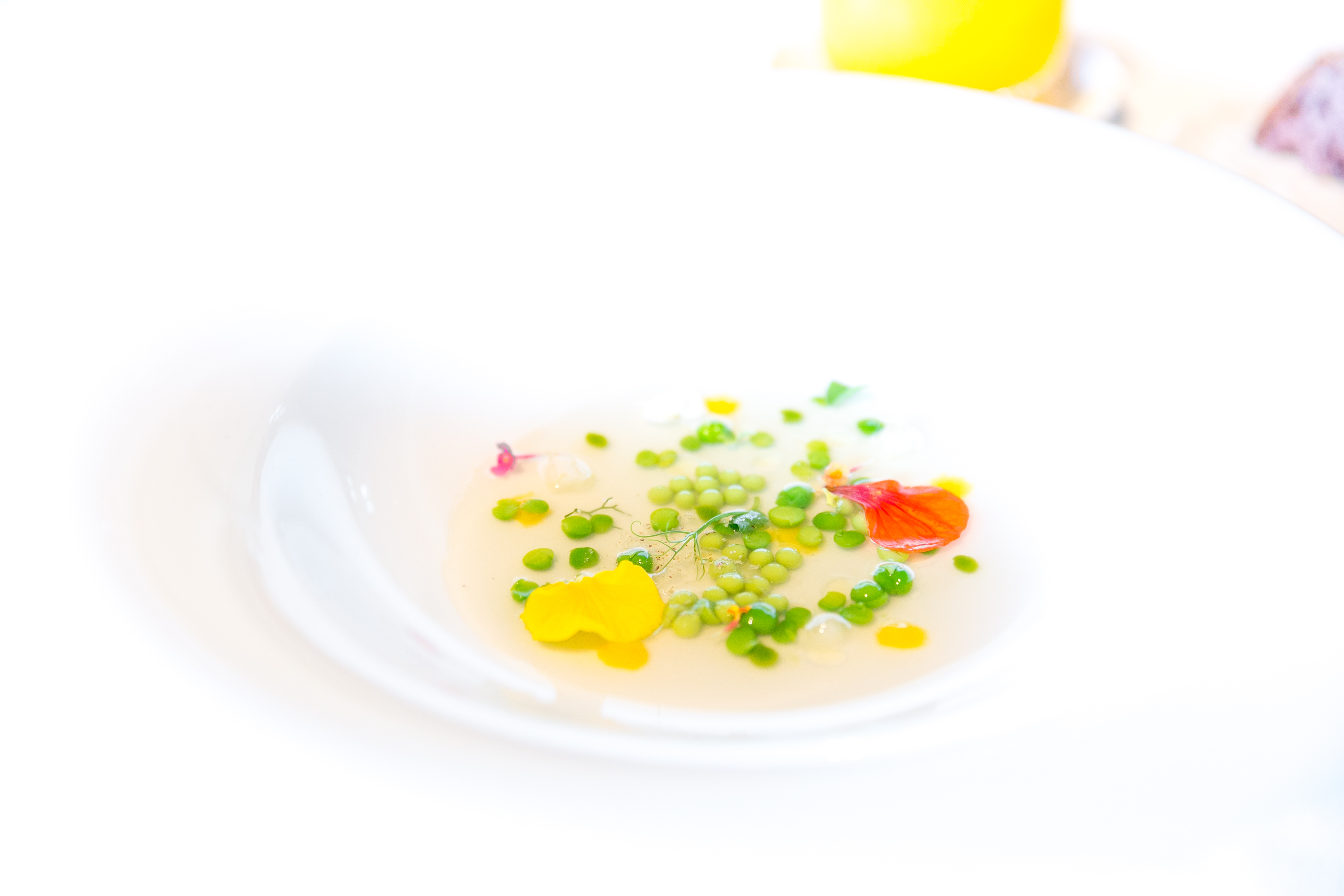
Bouillon de légumes d'été : julienne de légumes, fleurs, feuilles et fruits

### Le bouillon de légumes d'été
La bouillon de légumes était l'entrée des repas d'été chez les Annamites selon la Revue coloniale (1947), elle est servie chaude. 
Le bouillon de légume froid fait partie du régime post-opératoire (1911) «Dès le second jour le bouillon de légumes froid sera prescrit par verres à bordeaux toutes les heures». Le courrier des lecteurs de La Mode illustrée (1936) mentionne un bouillon de légumes crus aux herbes de la Saint-Jean avec du jus de tomate crue. 
En 1952, Les recettes de Dame Tartine mentionnent un bouillon de légumes cuits, servi glacé. 
La notion de bouillon aux légumes d'été est contemporaine, la recette de Sophie Lemonnier (2018) comprend des légumes de saison: tomate, fenouil, courgette, poivron, ail et oignon servie avec du basilic.

### Bouillon de légume fermenté
La durée de fermentation des bouillons de légumes fermentés coréens a été étudiée, elle est optimale avec 1 mois, le bouillon de radis fermenté est spécialement aromatique.

### Le bouillon de légume en conserve
Le bouillon de légume se conserve congelé, en cube, en poudre (légumes séchés, pulvérisés) comme le cube la conservation sec demande beaucoup de sel, y compris les bouillons maison, ou liquide.

## Anthologie
- Loïc Aloisio (traduction du chinois). Trois poèmes de Lu You sur le végétarisme. Impressions d'Extrême-Orient. 2015[79]. Caigeng 菜羹 (Bouillon de légumes).

« Le vieux paysan lui-même cultive sa terre tranquille, où son eau est calme comme le lait et la terre telle la graisse fertile.
Sa famille s'y nourrit sans prendre au dehors, en manteau, paisible, sous la bruine il en sort.
On ne peut toujours manger porc et poulet, encore moins au gras mouton de sacrifice béer.
Le parfum des légumes de la marmite sur le feu s'exhalant, la langue ne s'en est point encore délecté que le nez le goûte avant. »

- Jules Breteuil, Le cuisinier européen. Paris, Garnier frères.1863[80].

« BOUILLON MAIGRE.
On prépare ce bouillon en faisant cuire dans de l'eau, jusqu'à ce qu'ils soient presque réduits en purée, des pois secs et des haricots blancs secs, par parties égales, avec du sel, un bouquet de persil et de céleri, une carotte et un oignon dans lequel on pique deux ou trois clous de girofle. Ce bouillon, passé dans un tamis, peut être employé immédiatement comme un excellent potage maigre, en y ajoutant un bon morceau de beurre frais; mais ce n'est pas sa seule destination; il sert également pour mouiller les sauces des mets préparés
au maigre, ce qui, dans une cuisine de quelque importance, en emploie une assez grande quantité. 
Celui qu'on tient en réserve à cet effet peut être conservé bon pendant plusieurs jours, pourvu qu'on ait soin, lorsqu'il est froid, de le décanter pour le séparer du dépôt qui se forme au fond du vase, et qui ferait promptement aigrir le bouillon maigre. »